# Johann I. (Münsterberg)
Johann I. von Münsterberg (polnisch: Jan ziębicki; † 27. Dezember 1428 in Altwilmsdorf, Grafschaft Glatz) war Herzog von Münsterberg von 1410 bis zu seinem Tode.

## Familie
Johann entstammte der Linie der Schlesischen Piasten. Seine Eltern waren Bolko III. von Münsterberg († 1410) und Eufemia, Tochter des Herzogs Boleslaw von Beuthen und Cosel. Von Johanns Geschwistern erlebten das Erwachsenenalter:
- Heinrich II. († 1420)
- Euphemia († 1447), verheiratet mit Friedrich III. von Oettingen
- Katharina († 1422), verheiratet mit dem Přemysliden Přemysl I. von Troppau

## Leben

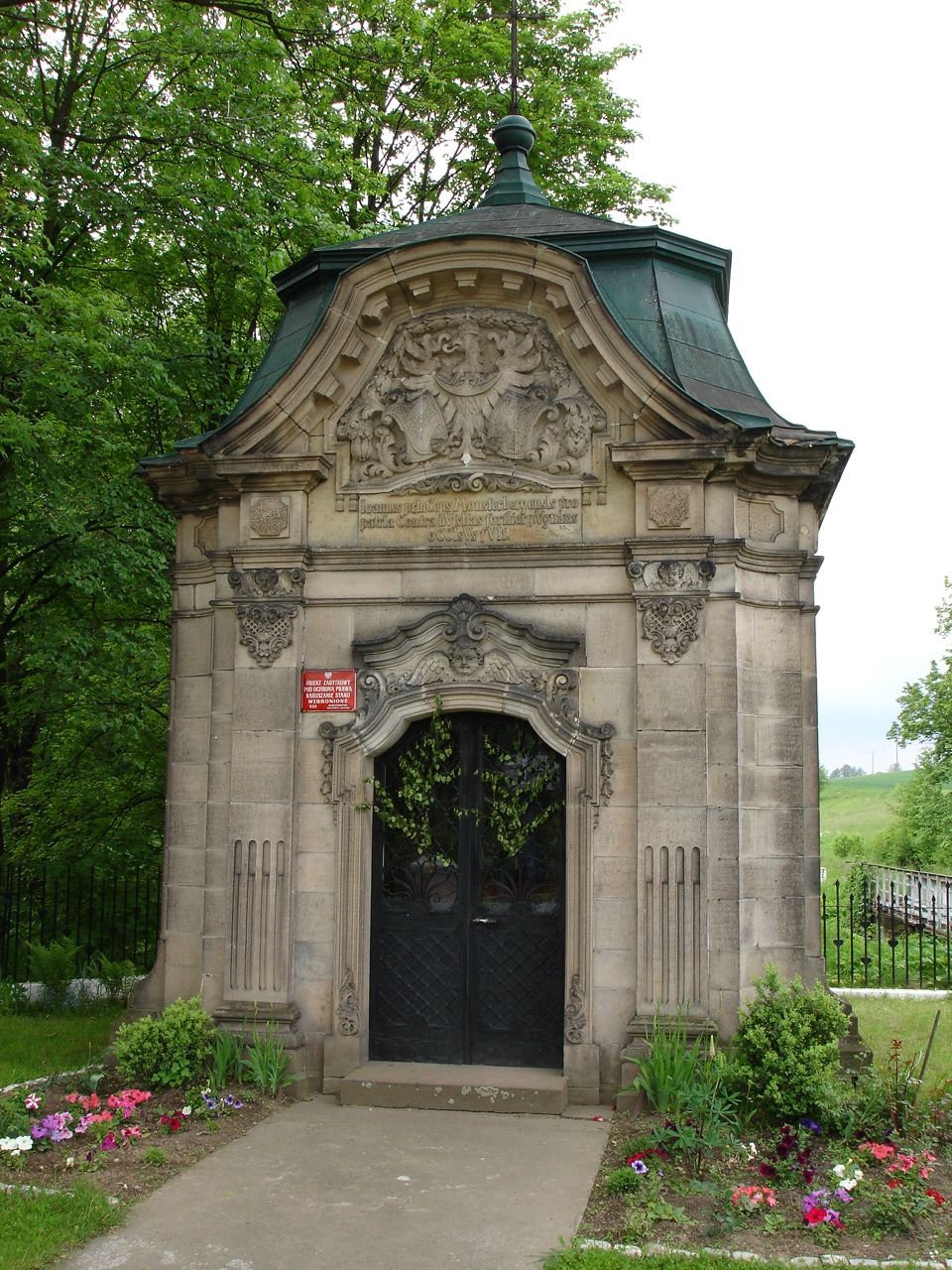
Gedenkkapelle für Herzog Johann von Münsterberg

Nach dem Tod seines Vaters 1410 übernahm Johann gemeinsam mit seinem Bruder Heinrich II. die Regierung über das Herzogtum Münsterberg. In diesem Jahr war er bereits mit Elisabeth, Witwe des Krakauer Kastellans Spytek von Melsztyn verheiratet, die 1424 verstarb. Nachdem Johanns Bruder Heinrich 1420 als Ordensritter in Livland den Tod fand, regierte Johann I. allein. Um gegen die Einfälle der Hussiten gerüstet zu sein, schloss Johann zu deren Bekämpfung 1424 ein Bündnis mit dem Glatzer Landeshauptmann Puta d. J.
Vom Hummelschloss aus, das damals noch nicht zum Glatzer Land gehörte, unternahmen die Hussiten in den nächsten Jahren mehrere Einfälle ins Glatzer Land und nach Schlesien. Bei dem Verheerungszug der Hussiten im März 1428 durch Schlesien und das Bistumsland kämpfte Johann an der Seite Putas d. J. und rettete Münsterberg vor der Zerstörung durch Zahlung einer großen Geldsumme an die Hussiten. Im Dezember 1428 schlugen die Hussiten ein Lager bei Altwilmsdorf auf, um sich von dort der Stadt Glatz zu bemächtigen. Puta d. J., dessen Schwiegervater Albrecht von Kolditz, Wenzel II. von Troppau und Johann von Münsterberg zogen mit ihrem Heer nach Altwilmsdorf, um das Hussitenlager anzugreifen. Bei der nachfolgenden Schlacht bei Altwilmsdorf, die mit dem Sieg der Hussiten endete, wurde Johann von Münsterberg getötet. Mit ihm starb der piastische Zweig der Münsterberger Herzöge in männlicher Linie aus. Sein Herzogtum fiel als erledigtes Lehen an König Sigismund zurück, der es am 13. August 1429 seinem treuen Gefolgsmann Puta d. J. verpfändete.
Johanns Bestattungsort ist nicht bekannt. Zu seiner Ehre wurde an der vermuteten Stelle seines Todes eine Gedenkkapelle errichtet.